# Мир топлесс
«Мир то́плес» (англ. Mondo Topless), также известен как Mondo Girls и Mondo Top — псевдодокументальный фильм, снятый Рассом Мейером и выпущенный на экраны в 1966 году. Он стал первым цветным фильмом Мейера, выпущенным после череды чёрно-белых фильмов-сексплотэйшнов, среди которых Мочи, мочи их, киска!. Несмотря на то что фильм является сексплотэйшном, в нём Мейер следует традицям французской новой волны и Синема́ верите́.
В фильме использованы фрагменты из двух предыдущих картин Мейера Неприкрытой Европы 1963 года и Лорны 1964 года.
Фильм запрещён к показу на территории Финляндии.

## Слоган
«Two Much for One Man…Russ Meyer’s Busty Buxotic Beauties … Titilating … Torrid … Untopable … Too Much for One Man!»

## Сюжет
Фильм начинается с показа различных достопримечательностей Сан-Франциско 60-х, с закадровым рассказом о городе. Затем внимание быстро переключается на вывески стрип-клубов (первые клубы с гоу-гоу-танцовщицами топлес появились в Сан-Франциско в 1964 году), и в конце концов на самих танцовщиц. Всё оставшееся время, камера переключается с одной девушки на другую, пока те танцуют под инструментальное рок-сопровождение группы The Aladdins, доносящееся из радиоприёмников. Музыка прерывается рассуждениями танцовщиц на тему их рабочих будней в стрип-клубах, предпочтений в выборе мужчин, отношений к стриптизу и нудизму. На протяжении большей части фильма, рассказчик говорит о девушках-топлес как о представительницах особой группы контркультурного движения, сродни битникам и хиппи, распространённым в то время. Движение «Топлес», как его называет рассказчик, воспринимается как аллегорическое подмножество Сексуальной революции 60-х.

## В ролях
- Бабетт Бардо — Баунси
- Пэт Бэррингтон — в роли самой себя
- Син Лине — Лишес
- Дарлин Грэй — Баксотик
- Дайан Янг — Ямми
- Парла Пэрис — Делишес
- Донна Икс — Иксайтин
- Вероника Гэбриэль — в роли самой себя (кадры из Неприкрытой Европы)
- Грета Торвальд — в роли самой себя (кадры из Неприкрытой Европы)
- Дениз Дюваль — в роли самой себя (кадры из Неприкрытой Европы)
- Адандавита — в роли самой себя (кадры из Неприкрытой Европы)
- Хейд Ричтер — в роли самой себя (кадры из Неприкрытой Европы)
- Джиджи ла Точ — в роли самой себя (кадры из Неприкрытой Европы)
- Иветт ле Гранд — в роли самой себя (кадры из Неприкрытой Европы)
- Лорна Мэйтленд — в роли самой себя (кинопробы к Лорне)
- Мики Франц — модель в бассейне (в титрах не указана)
- Джон Фёрлонг — голос рассказчика (в титрах не указан)

## Вдохновение
Название «Мондо топлес» было взято по аналогии с серией фильмов «мондо», снятой в начале 1960-х. Первый и самый успешный фильм этой серии назывался «Mondo Cane» («Собачий мир»). Целью этих фильмов был обход цензуры при показе как сексуального материала так и насилия, путём документального формата.
«Мир топлес» имеет некоторое стилистическое сходство с сегментом Жана-Люка Годара киноальманаха Древнейшая профессия в мире, выпущенного в 1967 году. «Мир топлес» как и большинство других фильмов Мейера черпал вдохновение из более смягчённого европейского отношения к сексу, и вызвал большое количество подражателей.

## Влияние
В 2006 году «Мир топлес» стал объектом комедийного номера в Шоу Опи и Энтони на станции XM Radio. С тех пор, в качестве вступления к их утреннему радиошоу используется семпл речи рассказчика Джона Фёрлонга: «But enough of this palaver! Let’s get the show on the road!».
Филадельфийская рок-группа Mondo Topless взяла своё название в честь фильма.